# Музей органов внутренних дел Вологодской области
Музей органов внутренних дел Вологодской области — ведомственный музей в городе Вологде, организационно входящий Культурный центр УВД по Вологодской области и расположенный по адресу: улица Мальцева, 54. Основной задачей музея является сохранение исторического наследия. Кроме того, музей является центром патриотического и профессионально-нравственного воспитания новых поколений сотрудников УВД, оказывает молодежи помощь в ранней профориентации.

## История
Музей истории милиции Вологодской области основан в 1981 году. Экспонаты музея находились в двух небольших комнатах по адресу ул. Мира, 30. В 1994 году, под руководством первого директора музея Михаила Александровича Гришенкова, была проведена масштабная реконструкция.
В 2007 году начальником УВД генерал-майором милиции Павлом Александровичем Горчаковым было принято решение выделить 1,5 миллиона рублей на обустройство музея на новом месте. На четвёртом этаже здания УВД по Вологодской области было отремонтировано помещение общей площадью 125 м². Новый облик музея разработал член Союза художников России, заслуженный художник Российской Федерации Олег Васильевич Пахомов.
8 мая 2008 года, в торжественной обстановке, обновлённый музей вновь открылся для посетителей.

## Экспозиция
Экспозиция музея состоит из трёх основных частей:
- исторической
- современной
- мемориальной

В исторической части, в хронологическом порядке, рассказывается о зарождении и становлении вологодской милиции с 1917 года. Основной упор сделан на архивные и фотографические документы, личные вещи и награды сотрудников милиции. Здесь же представлены образцы милицейской формы разных времён.
Во втором зале представлена работа различных структурных подразделений УВД, городских и районных органов милиции. Вещественные материалы предоставили многие структурные подразделения: СОБР, ОМОН, ГИБДД, ОБЭП, подразделения обеспечения, следственное управление.
Мемориальная часть знакомит посетителей с начальниками областного УВД со времён образования структуры и до наших дней. Отдельные стенды посвящены участникам Великой Отечественной войны, первой и второй Чеченских компаний. На своеобразной «Аллее Славы» начертаны имена вологодских милиционеров Героев России, Героев Советского Союза, кавалеров Ордена Славы и полный список сотрудников правоохранительных органов, погибших при исполнении служебных обязанностей.
Дополняют экспозиции образцы холодного и огнестрельного оружия, изъятого у преступников, вещественные доказательства по уголовным делам, оборудование и специальная техника.
В фондах музея находятся более 4500 единиц хранения. С 2008 года начальником музея является майор милиции Елена Александровна Васильчик. Именно благодаря её работе экспозиции пополняется новыми экспонатами и историческими материалами.

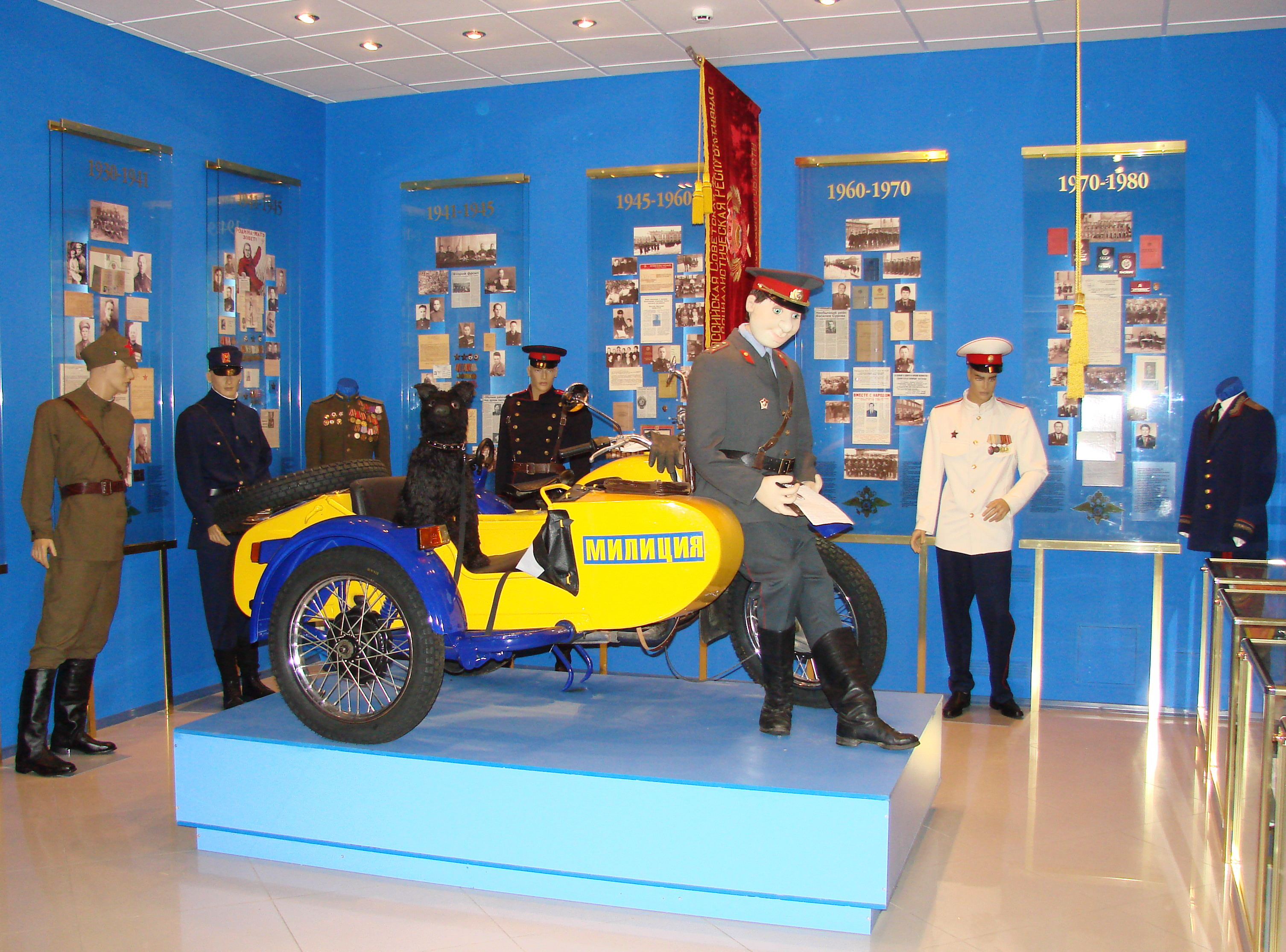
Исторический зал
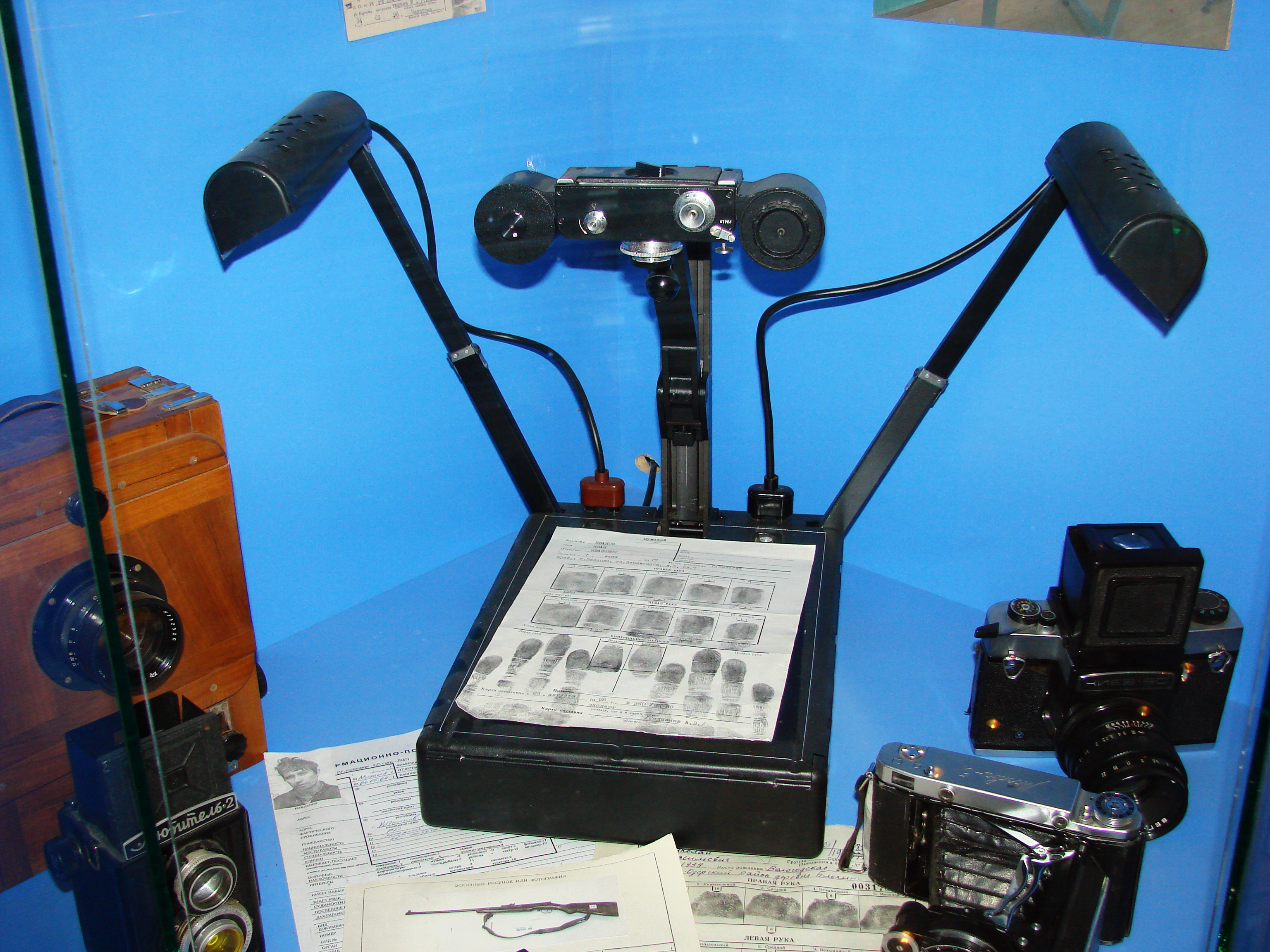
Криминалистическая техника
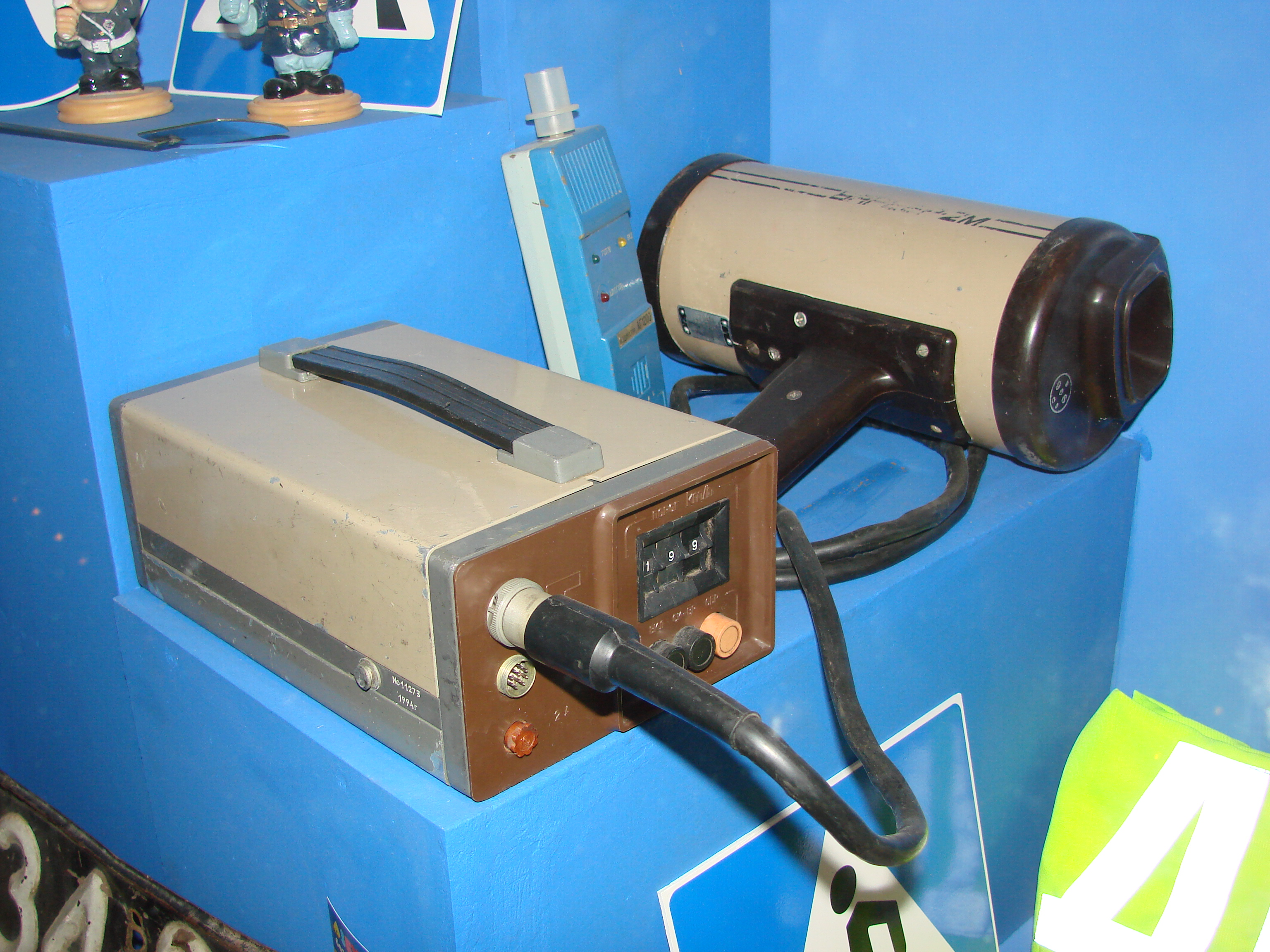
Полицейский радар
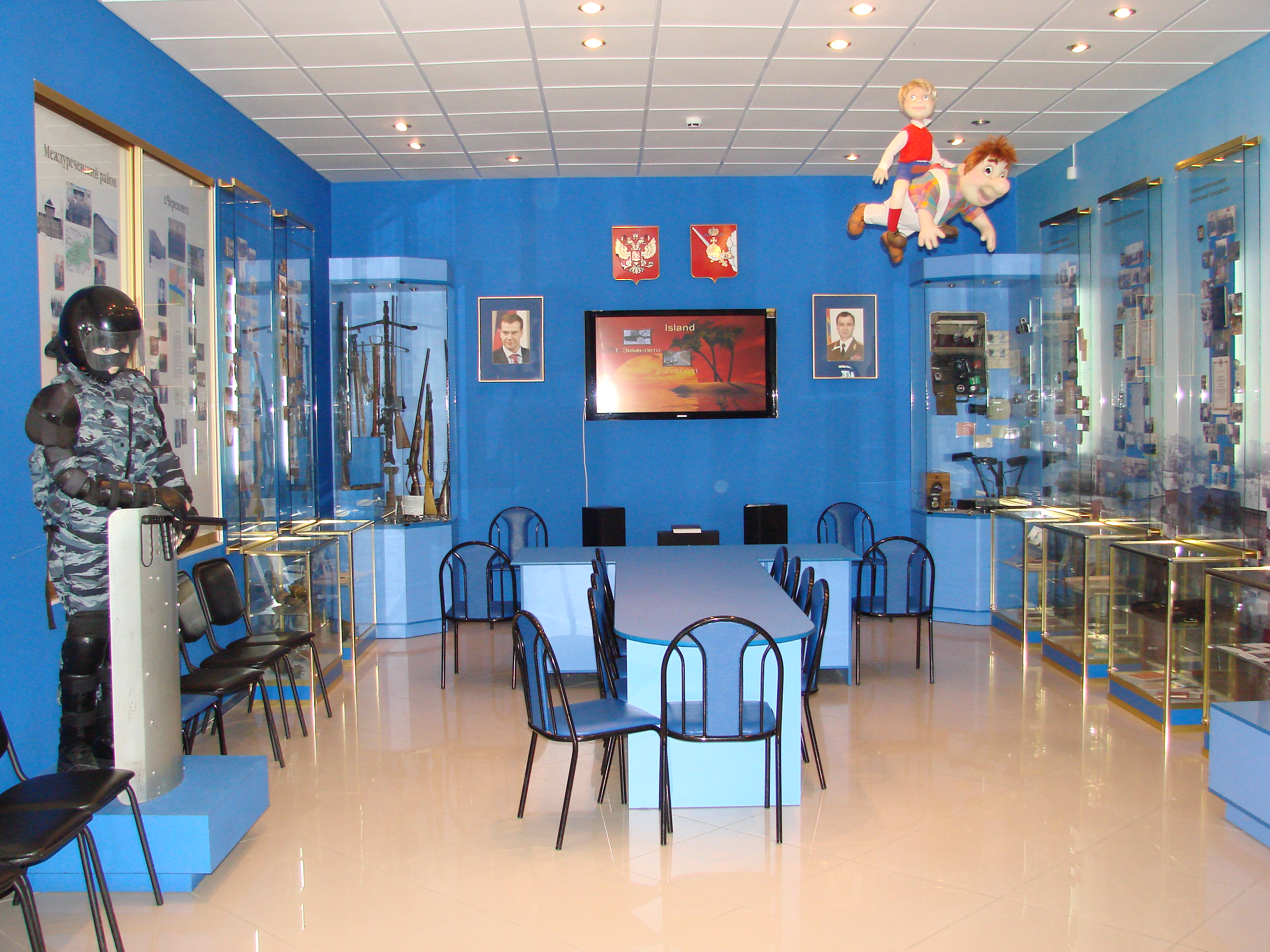
Современный зал